# Rudolf von Byern
Rudolf Florentin von Byern (* 18. April 1844 in Parchen, Provinz Sachsen; † 22. Oktober 1913 ebenda) war Rittergutsbesitzer und Mitglied des Deutschen Reichstags.

## Herkunft
Seine Eltern waren Rudolf Johann Heinrich von Byern (1805–1882) und dessen Ehefrau Klara Bertha Charlotte, geborene von Britzke (1817–1893).

## Leben
Byern besuchte das Kadettenkorps von 1856 bis 1863. Im gleichen Jahr trat er als Fähnrich beim Garde-Husaren-Regiment ein und von 1864 bis 1882 war er Offizier bei diesem Regiment. Mit ihm zog er in die drei deutschen Einigungskriege. 1882 hat er seinen Abschied genommen und seitdem das Rittergut Parchen bewirtschaftet. Seit 1. November 1906 war er Mitglied des Herrenhauses, weiter war er Mitglied des Kreistages, Mitglied des Kreisausschusses und Kreisdeputierter.
Er war Inhaber des Eisernen Kreuzes II. Klasse, des Roten Adlerordens III. Klasse mit Schleife und Schwertern am Ringe, des Kronenordens III. Klasse, der Kriegsdenkmünze 1870/71, dem Erinnerungskreuz für 1866, der Kriegsdenkmünze für 1864, des Russischen Ordens der Heiligen Anna III. Klasse mit Schwertern, des Ritterkreuzes des Albrechts-Ordens mit Kriegsdekoration, des Ritterkreuzes des Ordens der Württembergischen Krone und des Ehrenkreuzes des Greifenordens. Auch war er Rechtsritter des Johanniterordens. Von 1907 bis 1912 war er Mitglied des Deutschen Reichstags für den Wahlkreis Regierungsbezirk Magdeburg 3 Jerichow I, Jerichow II und die Deutschkonservative Partei.
Sein Grab befindet sich auf dem Kapellenberg in Parchen.

## Familie
Er heiratete am 11. Oktober 1871 die Offizierstochter Rosalie von Pieschel (1852–1874). Nach ihrem frühen Tod heiratete er am 24. Juli 1878 die Gutsbesitzerstochter aus Groß-Germersleben Agathe Coqui (1859–1921). Aus den Ehen gingen folgende Kinder hervor:
- Edda (1872–1877)[2]
- Klara (1874–1876)
- Tochter (1874–1874), Zwilling
- Frieda (1879–1888)
- Marie-Eva (1871–1905) ⚭ 1902 Bernhard von Britzke
- Job Rudolf (*/† 1883)
- Kraft Adam (1886–1918)